# One of Us (musikalbum)
One of Us är ett samlingsalbum  av Joan Osborne, släppt 28 juni 2005.

## Låtlista
1. "One of Us" (Eric Bazilian)
2. "How Sweet It Is" (Dozier, Holland, Holland)
3. "Why Can't We Live Together" (Thomas)
4. "Everybody Is a Star" (Stone)
5. "Smiling Faces Sometimes" (Strong, Whitfield)
6. "These Arms of Mine" (Redding)
7. "Right Hand Man" (Osborne, Bazillian, Chertoff, Hyman, Captain Beefheart)
8. "Only You and I Know" (Mason)
9. "Think" (Franklin, White)
10. "I'll Be Around" (Bell, Hurtt)
11. "Love's in Need of Love Today" (Wonder)